# Birthday (album de ClariS)
Pour les articles homonymes, voir Birthday.
Albums de ClariS
Second Story
(2013)
Singles
1. Irony
Sortie : 20 octobre 2010
2. Connect
Sortie : 2 février 2011
3. Nexus
Sortie : 14 septembre 2011
4. Naisho no Hanashi
Sortie : 1er février 2012

Birthday est le premier album studio du duo d'idoles de pop japonaise ClariS, sorti le 11 avril 2012 chez SME Records. L'album contient 12 morceaux de musique, dont quatre ont déjà été publiés dans quatre des singles de ClariS. Trois éditions différentes de l'album ont été publiées: une version CD régulière, une édition limitée à deux CD et une édition limitée CD + DVD. Birthday a atteint la 2de place du classement musical hebdomadaire japonais de l'Oricon et a reçu un disque d'or par le Recording Industry Association of Japan en mai 2012.
Cinq des chansons ont été utilisées comme musique de générique pour différents médias: « Irony » a été utilisé comme générique d'introduction de la série télévisée anime Oreimo de 2010; « Koi Jishaku » a été le premier générique de fin de l'émission de variétés de 2012 Koekita!!; « Nexus » a été le générique d'introduction du jeu vidéo Ore no Imōto ga Konna ni Kawaii Wake ga Nai Portable ga Tsuzuku Wake ga Nai, ainsi que le thème du neuvième volume de la série light novels Oreimo; « Connect » a été utilisé comme générique d'introduction de la série télévisée d'animation de 2011 Puella Magi Madoka Magica; et « Naisho no Hanashi » était le générique de fin de l’anime Nisemonogatari en 2012.

## Sortie et réception
Birthday a été publié le 11 avril 2012 en trois éditions: une version CD standard, une édition limitée à deux CD et une édition limitée CD + DVD,,. Le deuxième CD regroupé avec la première édition limitée contenait une version courte de leur chanson « Anata ni Fit » de leur troisième single « Nexus » et une chanson thème pour la marque Nendoroid de figures en plastique, « Nen-Do-Roido »; cette version comprenait également deux figures Nendoroid de ClariS. Le DVD livré avec la deuxième édition limitée contenait des vidéos de générique d'introduction et de fin non-crédité pour « Irony », « Connect » et « Naisho no Hanashi » et une collection de publicités télévisées incluant ces chansons. Pour la semaine du 9 avril 2012 sur le classement hebdomadaire des albums de l'Oricon, avec 53 909 exemplaires vendus lors de sa première semaine de vente, Birthday a culminé à la 2d place et resté classé pendant 28 semaines. En mai 2012, Birthday a reçu un disque d'or par le Recording Industry Association of Japan pour avoir dépassé 100 000 exemplaires expédiés en une seule année.

## Liste des pistes
| 1.    | Sayonara wa Iwanai (サヨナラは言わない) | Toshikazu Kadono  | Toshikazu Kadono  | Toshikazu Kadono               | 4:54 |
| 2.    | Irony                                   | Kz                | Kz                | Kz                             | 4:18 |
| 3.    | Koi Jishaku (恋磁石)                    | Kazunori Watanabe | Kazunori Watanabe | Kazunori Watanabe              | 4:52 |
| 4.    | Memory (メモリー)                       | Mayuko Maruyama   | Mayuko Maruyama   | Mayuko Maruyama                | 4:29 |
| 5.    | Nexus                                   | Kz                | Kz                | Kz                             | 4:21 |
| 6.    | Flowery                                 | Kz                | Kz                | KZ                             | 5:25 |
| 7.    | Connect (コネクト)                      | Shō Watanabe      | Shō Watanabe      | Atsushi Yuasa                  | 4:30 |
| 8.    | Promise (プロミス)                      | Shō Watanabe      | Shō Watanabe      | Atsushi Yuasa                  | 4:57 |
| 9.    | Graduation                              | Mayuko Maruyama   | Mayuko Maruyama   | Mayuko Maruyama, Atsushi Yuasa | 5:46 |
| 10.   | Treasure                                | Ryōsuke Shigenaga | Ryōsuke Shigenaga | Ryōsuke Shigenaga              | 4:20 |
| 11.   | Naisho no Hanashi (ナイショの話)        | Ryo (Supercell)   | Ryo               | Ryo                            | 4:21 |
| 12.   | Zutto                                   | ClariS            | Mayuko Maruyama   | Mayuko Maruyama                | 4:59 |
| 57:52 |                                         |                   |                   |                                |      |

| CD Bonus | CD Bonus                                            | CD Bonus   | CD Bonus   | CD Bonus    | CD Bonus | CD Bonus | CD Bonus | CD Bonus | CD Bonus |
| No       | Titre                                               | Paroles    | Musique    | Arrangement | Durée    |          |          |          |          |
| -------- | --------------------------------------------------- | ---------- | ---------- | ----------- | -------- | -------- | -------- | -------- | -------- |
| 1.       | Anata ni Fit (Puchi ver.) (アナタニFIT -ぷち ver.-) | Hirō Ōyagi | Hirō Ōyagi | Hirō Ōyagi  | 1:38     |          |          |          |          |
| 2.       | Nen-Do-Roido                                        | Tsukasa    | Tsukasa    | Tsukasa     | 1:58     |          |          |          |          |
| 3:36     |                                                     |            |            |             |          |          |          |          |          |

| 1. | TV Anime Ore no Imōto ga Konna ni Kawaii Wake ga Nai Non-credit OP Eizō (TVアニメ「俺の妹がこんなに可愛いわけがない」ノンクレジットOP映像) |  |
| 2. | TV Anime Puella Magi Madoka Magica Non-credit OP Eizō (TVアニメ「魔法少女まどか☆マギカ」ノンクレジットOP映像)                              |  |
| 3. | TV Anime Nisemonogatari Non-credit ED Eizō (TVアニメ「偽物語」ノンクレジットED映像)                                                        |  |
| 4. | Irony TV CM-shū (irony TV CM集) |  |
| 5. | Connect TV CM-shū (コネクト TV CM集) |  |
| 6. | Naisho no Hanashi TV CM-shū (ナイショの話 TV CM集)                                                                                         |  |

## Personnel
| ClariS - Clara – Chant - Alice – Chant Musiciens supplémentaires - Hirōmi Shitara – Guitare - Takuya – Chœur, Guitare - Manabu Nimura – Basse - Atsushi Yuasa – Basse - Takashi Kashikura – Batterie, tambourin - Atsuhiro Murakami – Drum tech - Ryo (supercell) – Orgue | Production - Daisuke Katsurada – Production exécutive - Chiemi Kominami – Production exécutive - Shunsuke Muramatsu – Production exécutive - Ken'ichi Nakata – Production exécutive - Tadayuki Kominami – Production - Dai Ishikawa – Direction - Takashi Koiwa – Mixage audio - Shunroku Hitani – Mixage audio - Kazuhiro Yamada – Mixage audio - Yuji Chinone – Mastering - Shinobu Matsuoka – Management - Kaori Kimura – Coordination des produits - Motohiro Yamazaki – Design, Direction artistique |